# Moon Lovers: Scarlet Heart Ryeo
Moon Lovers: Scarlet Heart Ryeo (hangul: 달의 연인 - 보보경심 려; hanja: 달의戀人－步步驚心 麗; rr: Dar-ui yeon-in - Bobogyeongsim ryeo) é uma telenovela sul-coreana estrelada por Lee Joon-gi, Lee Ji-eun e Kang Ha-neul. A série é baseada no romance chinês Bu Bu Jing Xin de Tong Hua e seu enredo principal gira em torno da história de uma viagem no tempo da protagonista. Sua exibição ocorreu às segundas e terças-feiras, de 29 de agosto de 2016 a 1 de novembro de 2016 pela emissora SBS, com um total de 20 episódios.
Moon Lovers: Scarlet Heart Ryeo recebeu um orçamento em produção de $13 milhões de dólares, e destacou-se por ser o primeiro projeto do gênero co-produzido pela Universal Studios. No entanto, a mesma obteve críticas negativas pelas atuações de alguns de seus atores e por seus baixos índices de audiência.

## Enredo
Durante um eclipse total do sol, uma mulher do século XXI de 25 anos, Go Ha-jin (Lee Ji-eun), se afoga e é transportada de volta no tempo para dinastia Goryeo. Ela acorda no corpo de Hae Soo, uma garota de 16 anos, e ali encontra muitos príncipes reais da família governante. Ela se apaixona pelo 8º Príncipe Wang Wook (Kang Ha-neul), e mais tarde por Wang So (Lee Joon-gi), o temível 4º Príncipe que esconde o rosto atrás de uma máscara e é dado o rótulo de "cão lobo". Enquanto isso, a rivalidade e a política seguirá entre os príncipes, em uma luta pelo trono.

## Elenco

### Principal
- Lee Joon-gi como 4º Príncipe Wang So
- Lee Ji-eun (IU) como  Go Ha-jin / Hae Soo
- Kang Ha-neul como 8º Príncipe Wang Wook
- Hong Jong-hyun como 3º Príncipe Wang Yo
- Yoon Sun-woo como o 9º Príncipe Wang Won
- Byun Baek-hyun como o 10º Príncipe Wang Eun
- Nam Joo-hyuk como o 13º Príncipe Baek-ah
- Ji Soo como o 14º Príncipe Wang Jung

### Recorrente
- Kim San-ho como o Prícipe Wang Mu
- Jo Min-ki como King Taejo
- Park Ji-young como a Imperatriz Yoo (3ª Rainha de Taejo), mãe de 3º Príncipe Wang Yo, 4º Prícipe Wang So, e 14º Príncipe Wang Jung.
- Jung Kyung-soon como Imperatriz Hwangbo (4ª Rainha de Taejo), mãe do 8º Prícipe Wang Wook.
- Kang Han-na como Hwangbo Yeon-hwa, irmã mais nova do 8º Prícipe Wang Wook.
- Park Si-eun como Lady Hae, esposa do 8º Príncipe Wang Wook.[12] and Hae Soo's cousin
- Z.Hera como Park Soon-duk, filha de Park Soo-kyung e esposa do 10º Príncipe Wang Eun.[13]
- Seohyun como Woo-hee, ultima princesa do Later Baekje.[14]
- Jin Ki-joo como Chae-ryung, empregada e amiga de Hae Soo.
- Kim Sung-kyun como Choi Ji-mong, astrônomo do rei.
- Sung Dong-il como General Park Soo-kyung, pai de Soon-duk e homem de confiança do 4º Príncipe Wang So.
- Park Jung-hak como Wang Sik-ryeom, primo do rei.
- Woo Hee-jin como a cortesã Lady Oh
- Kim Kang-il como Lady Kang, 22ª consorte de Taejo e mãe adotiva do 4º Príncipe Wang So.
- Choi Byung-mo como Park Young-gyu, tio de Woo-hee e o ministro das Relações Exteriores.

## Produção

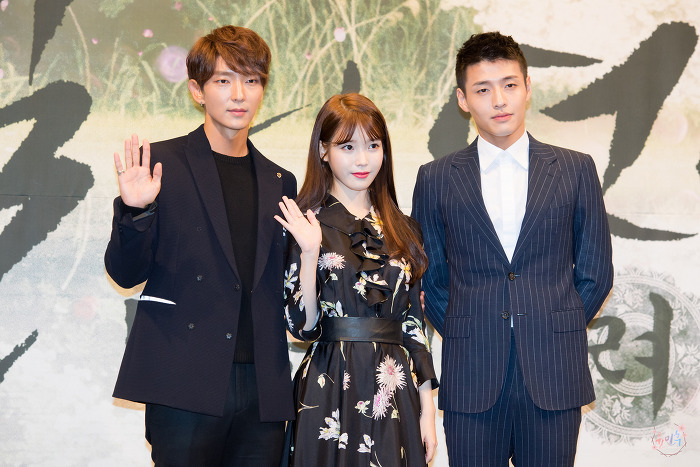
Lee Joon-gi, Lee Ji-eun e Kang Ha-neul na conferência de imprensa do drama, em agosto de 2016.

A primeira leitura de roteiro ocorreu em janeiro de 2016. As filmagens começaram em 27 de janeiro, na Província de Gangwon, com algumas cenas do palácio Baekje Cultural Complex. A cena em que Ha-jin pula em um lago foi gravado no lago Cheonjuho (천주호) em Pocheon, enquanto as cenas do palácio adicionais foram no Ondal Tourist Park (온달관광지) em Danyang, Chungcheong do Norte. O tradicional cenário hanok de Nampyeong da residência do clã Moon em Daegu foi também usada como um fundo. A gravação foi finalizada em 1 de julho.

## Trilha sonora
| OST Parte 1 |                               |                               |         |  |
| N.º         | Título                        | Artista                       | Duração |  |
| 1.          | "For You" (너를 위해)         | EXO (Chen, Baekhyun e Xiumin) | 3:18    |  |
| 2.          | "For You" (너를 위해) (Inst.) |                               | 3:18    |  |

| OST Parte 2 |                   |            |         |  |
| N.º         | Título            | Artista    | Duração |  |
| 1.          | "Say Yes"         | Loco Punch | 3:46    |  |
| 2.          | "Say Yes" (Inst.) |            | 3:46    |  |

| OST Parte 3 |                                                      |         |         |  |
| N.º         | Título                                               | Artista | Duração |  |
| 1.          | "I Love You, I Remember You" (사랑해 기억해)         | I.O.I   | 4:05    |  |
| 2.          | "I Love You, I Remember You" (사랑해 기억해) (Inst.) |         | 4:05    |  |

| OST Parte 4 |                                               |         |         |  |
| N.º         | Título                                        | Artista | Duração |  |
| 1.          | "Forgetting You" (그대를 잊는다는 건)         | Davichi | 3:12    |  |
| 2.          | "Forgetting You" (그대를 잊는다는 건) (Inst.) |         | 3:12    |  |

| OST Parte 5 |                        |         |         |  |
| N.º         | Título                 | Artista | Duração |  |
| 1.          | "All With You"         | Taeyeon | 3:54    |  |
| 2.          | "All With You" (Inst.) |         | 3:54    |  |

| OST Parte 6 |                                                    |                          |         |  |
| N.º         | Título                                             | Artista                  | Duração |  |
| 1.          | "Can You Hear My Heart" (내 마음 들리나요)         | Epik High (feat. Lee Hi) | 4:04    |  |
| 2.          | "Can You Hear My Heart" (내 마음 들리나요) (Inst.) |                          | 4:04    |  |

| OST Parte 7 |                                               |             |         |  |
| N.º         | Título                                        | Artista     | Duração |  |
| 1.          | "A Lot Like Love" (사랑인 듯 아닌 듯)         | Baek A-yeon | 3:24    |  |
| 2.          | "A Lot Like Love" (사랑인 듯 아닌 듯) (Inst.) |             | 3:24    |  |

| OST Parte 8 |                                  |            |         |  |
| N.º         | Título                           | Artista    | Duração |  |
| 1.          | "I Confess" (고백합니다)         | SG Wannabe | 3:41    |  |
| 2.          | "I Confess" (고백합니다) (Inst.) |            | 3:41    |  |

| OST Parte 9 |                                      |           |         |  |
| N.º         | Título                               | Artista   | Duração |  |
| 1.          | "Will Be Back" (꼭 돌아오리)         | Sunhae Im | 3:26    |  |
| 2.          | "Will Be Back" (꼭 돌아오리) (Inst.) |           | 3:26    |  |

| OST Parte 10 |                             |         |         |  |
| N.º          | Título                      | Artista | Duração |  |
| 1.           | "My Love" (내 사랑)         | Lee Hi  | 3:42    |  |
| 2.           | "My Love" (내 사랑) (Inst.) |         | 3:42    |  |

| OST Parte 11 |                       |                 |         |  |
| N.º          | Título                | Artista         | Duração |  |
| 1.           | "Wind" (바람)         | Jung Seung-hwan | 3:37    |  |
| 2.           | "Wind" (바람) (Inst.) |                 | 3:37    |  |

| OST Parte 12 |                       |                 |         |  |
| N.º          | Título                | Artista         | Duração |  |
| 1.           | "Be With You"         | Akdong Musician | 3:06    |  |
| 2.           | "Be With You" (Inst.) |                 | 3:06    |  |

| OST Parte 13 |                          |            |         |  |
| N.º          | Título                   | Artista    | Duração |  |
| 1.           | "Goodbye" (안녕)         | Im Do-hyuk | 4:28    |  |
| 2.           | "Goodbye" (안녕) (Inst.) |            | 4:28    |  |

### Canções cartografadas
| Título                                         | Ano  | Melhores posições | Vendas          | Observações |
| Título                                         | Ano  | KOR Gaon Chart    | Vendas          | Observações |
| ---------------------------------------------- | ---- | ----------------- | --------------- | ----------- |
| "For You" (Chen, Baekhyun, Xiumin)             | 2016 | 5                 | - COR: 400,236+ | Part 1      |
| "Say Yes" (Loco, Punch)                        | 2016 | 15                | - COR: 221,205+ | Part 2      |
| "I Love You, I Remember You" (I.O.I)           | 2016 | 30                | - COR: 124,584+ | Part 3      |
| "Forgetting You" (Davichi)                     | 2016 | 8                 | - COR: 270,885+ | Part 4      |
| "All With You" (Taeyeon)                       | 2016 | 14                | - COR: 145,189  | Part 5      |
| "Can You Hear My Heart" (Epik High ft. Lee Hi) | 2016 | 12                | - COR: 171,786+ | Part 6      |
| "A Lot Like Love" (Baek A-yeon)                | 2016 | 25                | - COR: 131,894+ | Part 7      |
| "I Confess" (SG Wannabe)                       | 2016 | 34                | - COR: 49,174   | Part 8      |
| "Will Be Back" (Sunhae Im)                     | 2016 | 88                | - COR: 23,081   | Part 9      |
| "My Love" (Lee Hi)                             | 2016 | 19                | - COR: 85,048+  | Part 10     |
| "Wind" (Jung Seung-hwan)                       | 2016 | 49                | - COR: 44,430+  | Part 11     |

## Recepção
Na tabela abaixo, os números azuis representam as audiências mais baixas e os números vermelhos representam as audiências mais elevadas.
- NR denota que o drama não classificou-se no top 20 do ranking diário.

| Episódio | Data de transmissão original | Audiência média | Audiência média              | Audiência média | Audiência média              |
| Episódio | Data de transmissão original | TNmS Ratings    | TNmS Ratings                 | AGB Nielsen     | AGB Nielsen                  |
| Episódio | Data de transmissão original | Em todo o país  | Região Metropolitana de Seul | Em todo o país  | Região Metropolitana de Seul |
| -------- | ---------------------------- | --------------- | ---------------------------- | --------------- | ---------------------------- |
| Especial | 27 de agosto de 2016         | 3.7%            | (NR)                         | 4.1%            | (NR)                         |
|          |                              |                 |                              |                 |                              |
| 1        | 29 de agosto de 2016         | 7.9% (NR)       | 9.1%                         | 7.4%            | 8.0%                         |
| 2        | 29 de agosto de 2016         | 8.9%            | 10.0%                        | 9.3%            | 10.4%                        |
| 3        | 30 de agosto de 2016         | 7.1%            | 7.8%                         | 7.0%            | 8.0%                         |
| 4        | 5 de setembro de 2016        | 6.1% (NR)       | 6.7% (NR)                    | 5.7% (NR)       | 6.3% (NR)                    |
| 5        | 6 de setembro de 2016        | 6.2% (NR)       | 6.8% (NR)                    | 6.0% (NR)       | 7.3%                         |
| 6        | 12 de setembro de 2016       | 5.1% (NR)       | 7.7% (NR)                    | 5.7% (NR)       | 6.8% (NR)                    |
| 7        | 13 de setembro de 2016       | 5.2% (NR)       | 6.4% (NR)                    | 5.8% (NR)       | 6.6% (NR)                    |
|          |                              |                 |                              |                 |                              |
| Especial | 14 de setembro de 2016       | (NR)            | (NR)                         | 3.4% (NR)       | (NR)                         |
|          |                              |                 |                              |                 |                              |
| 8        | 19 de setembro de 2016       | 5.3% (NR)       | 5.8% (NR)                    | 6.9% (NR)       | 8.6%                         |
| 9        | 20 de setembro de 2016       | 6.1% (NR)       | 7.1% (NR)                    | 6.2% (NR)       | 7.9%                         |
| 10       | 26 de setembro de 2016       | 6.4% (NR)       | 7.4%                         | 7.1% (NR)       | 8.2%                         |
| 11       | 27 de setembro de 2016       | 6.5%            | 6.7%                         | 7.5%            | 8.5%                         |
| 12       | 3 de outubro de 2016         | 6.8% (NR)       | 7.3% (NR)                    | 7.9%            | 8.8%                         |
| 13       | 4 de outubro de 2016         | 7.3%            | 7.5%                         | 8.2%            | 9.3%                         |
| 14       | 10 de outubro de 2016        | 6.5% (NR)       | 7.2% (NR)                    | 6.8% (NR)       | 7.5%                         |
| 15       | 11 de outubro de 2016        | 8.7%            | 9.2%                         | 8.2%            | 9.2%                         |
| 16       | 18 de outubro de 2016        | 5.8% (NR)       | 6.2% (NR)                    | 5.9% (NR)       | 6.8%                         |
| 17       | 24 de outubro de 2016        | 9.9%            | 10.6%                        | 9.8%            | 10.6%                        |
| 18       | 25 de outubro de 2016        | 10.7%           | 10.6%                        | 10.1%           | 11.2%                        |
| 19       | 31 de outubro de 2016        | 9.0%            | 10.1%                        | 9.0%            | 9.8%                         |
| 20       | 1 de novembro de 2016        | 10.8%           | 11.8%                        | 11.3%           | 12.2%                        |
| Média    | Média                        | 7.32%           | 8.08%                        | 7.59%           | 8.63%                        |

## Transmissão internacional
A série vai ao ar, ao mesmo tempo que a sua transmissão coreano no Youku na China, LeTV em Hong Kong, ONE TV Asia na Malásia, Singapura e Indonésia, sob o título Scarlet Heart, e no canal oficial no YouTube da HTV2 no Vietnã sob o título Người tình ánh trăng. No Japão, vai ao ar na KNTV desde 17 de setembro de 2016 sob o título Rei ~Kamoe yuru 8-ri no ōjitachi~ (麗＜レイ＞～花萌ゆる8人の皇子たち～, lett. "Bright ~Eight Flower Princes~"). Nos Estados Unidos, o drama vai ao ar na maior área de Los Angeles pela LA 18 KSCI-TV com legendas em inglês, de 26 de setembro a 29 de novembro de 2016. Na Tailândia, o drama vai ao ar pela 3 Family (em uma rede do Channel 3), a partir de 27 de outubro de 2016.
Devido à sua transmissão e campanha publicitária agressiva (incluindo um-encontro de fãs com Kang Ha-neul antes da estréia) em simultâneo, o drama registrou 73% de audiência em sua faixa horária entre os quatro canais a cabo de entretenimento coreano em Cingapura e Malásia, e 1,1 bilhão de visualizações no Youku da China.